# Jett Adore
Jett Adore est un stripteaseur et danseur du new burlesque américain. Il a joué dans Stage Door Johnnies, la seule troupe de burlesque américain entièrement masculine de Chicago. En raison de son succès professionnel, Jett Adore a été surnommé le Prince du Boylesque, le new burlesque masculin. Il a été intronisé au Burlesque Hall of Fame de Las Vegas.

## Biographie
Natif de Chicago, Jett Adore est diplômé en théâtre musical. Il danse aux côtés de Ray Gunn et Bazuka Joe dans Stage Door Johnnies,,. Stage Door Johnnies, fondée en 2007, est la seule troupe burlesque entièrement masculine basée à Chicago,. En 2011, il se produit au festival du burlesque de New York (en). En 2013, il joue dans le spectacle Hotter Then Hell Burlesque de La Divina Productions au Kessler Theater à Dallas. En 2014, il participe au Show Me Burlesque Festival à Saint-Louis (Missouri), au Texas Burlesque Festival, au festival du burlesque de Helsinki (en) en Finlande et au Vienna Boylesque Festival en Autriche.
En 2014, il joue dans les numéros d'ouverture et de clôture du Festival Boylesque de New York 2014.
En 2016, il joue avec Dita von Teese, dans son spectacle burlesque, Strip Strip Hooray Variety Show.
Jett Adore a remporté de nombreux prix burlesques. En 2011, la troupe Stage Door Johnnies gagne le prix de la meilleure troupe, lors du week-end du Burlesque Hall of Fame à Las Vegas . Il a également reçu le prix de l'innovation du Burlesque Hall of Fame, en 2011. En 2012, il remporte le prix du meilleur duo, aux côtés de Frenchie Kiss. 
En 2015, il crée son propre spectacle, Diamond Studs, à New York.